# 维绍
维绍是德国巴伐利亚州的一个市镇。总面积42.71平方公里，总人口4094人，其中男性1967人，女性2127人（2011年12月31日），人口密度96人/平方公里。